# موزاخ
موزاخ (به آلمانی: Moosach) یک شهر در آلمان است که در بایرن واقع شده‌است.

## خصوصیات
موزاخ ۱۸٫۲۱ کیلومترمربع مساحت دارد ۵۲۹ متر بالاتر از سطح دریا واقع شده‌است.

## نگارخانه

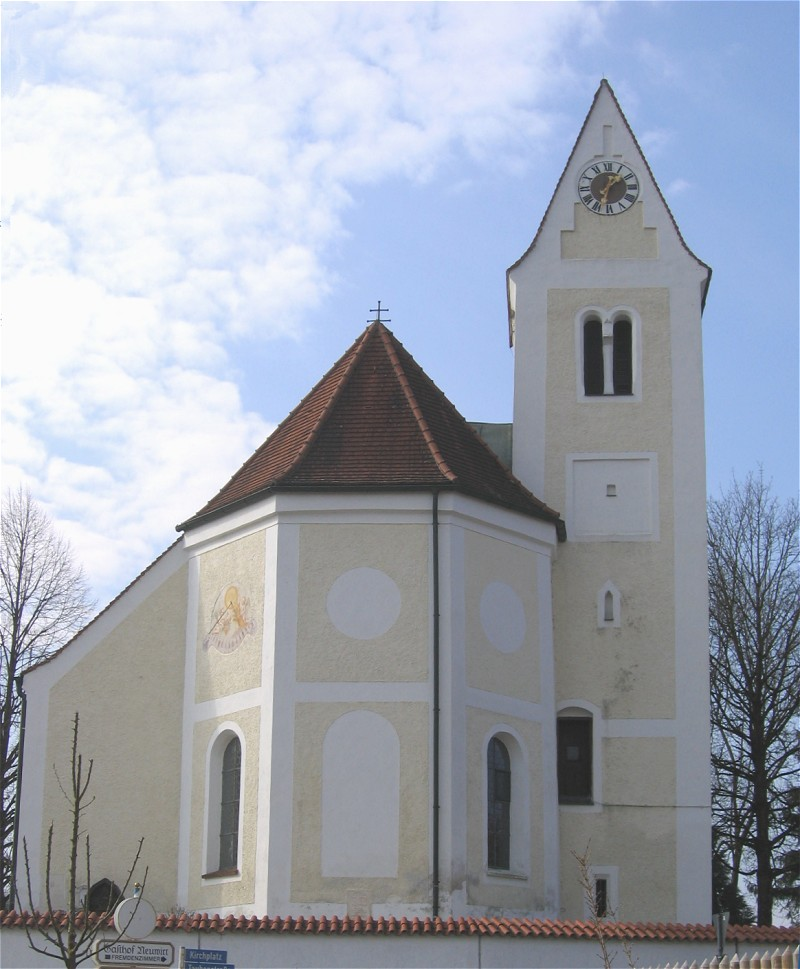
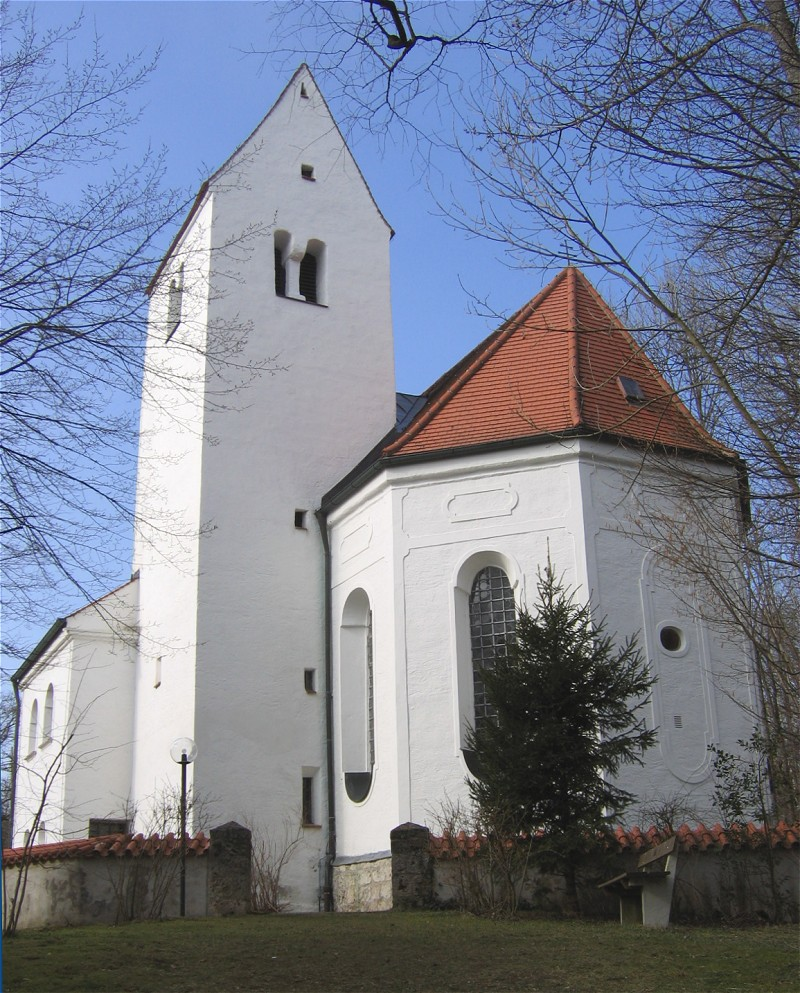
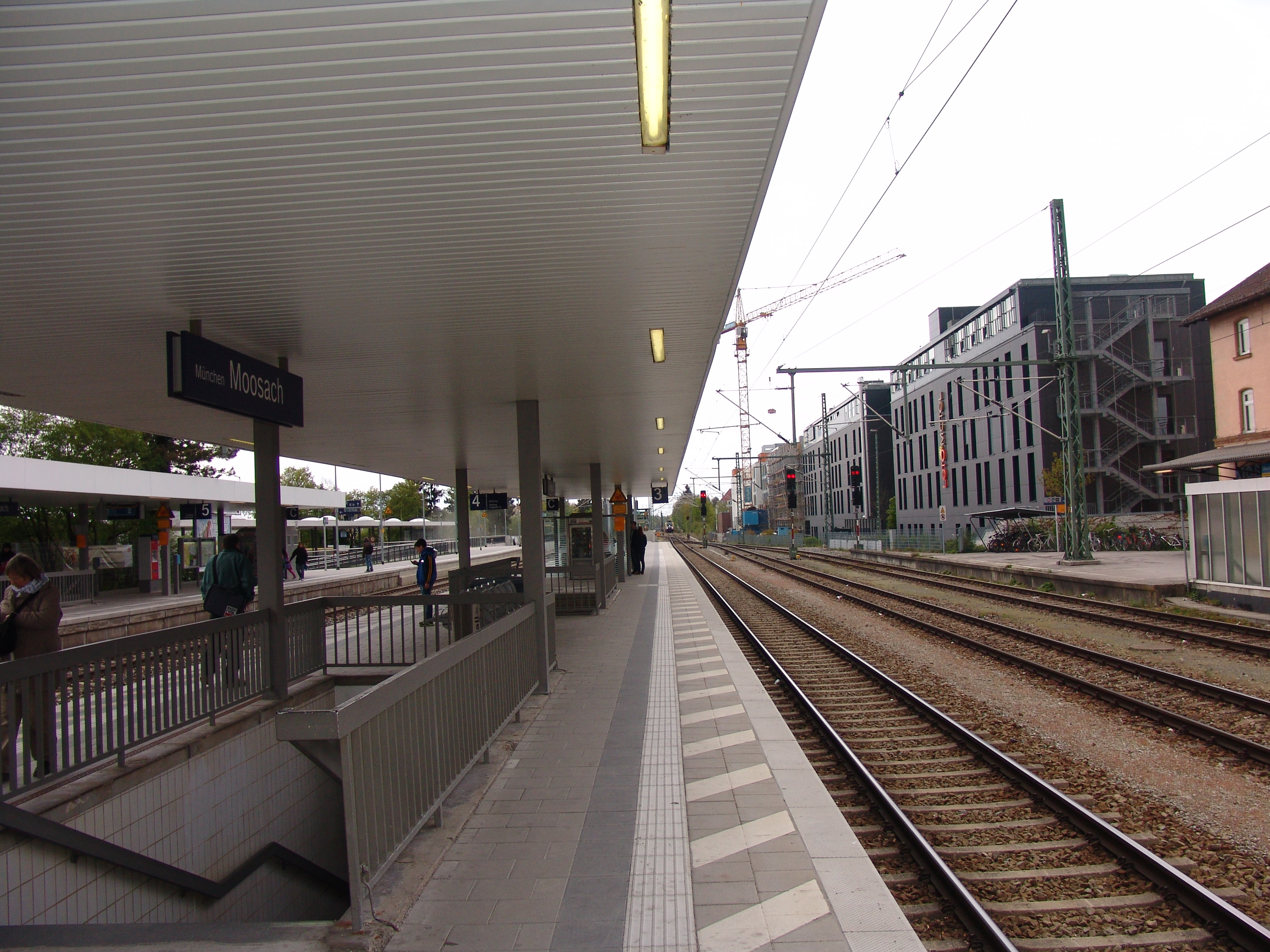